# Естетика жебрацтва
«Есте́тика жебра́цтва» («Естетика жеБратства») — пригодницький роман українського літератора Дмитра Корчинського. 
«Естетика жебрацтва» є другою книгою квадрології пригодницьких романів, розпочатої «Сяючим шляхом».

## Сюжет
Події роману відбуваються у Києві, на Волині, у Росії, європейських містах та на узбіччях розбитих трас.
Роман ведеться від першої особи, яка і є головним героєм, проте його ім'я жодного разу не називається. 
Також головними героями є письменник Дяківський, «Лідер», Курочкін, Одновухий, політтехнолог Шумілов та американець Юра.

Друге видання (2020)

## Видання
Роман вперше виданий у 2018 році та вдруге у 2020 році видавництвом Залізний тато.

## Відзнаки та нагороди
Книга увійшла у короткий список Всеукраїнського рейтингу «Книжка року 2018» з визначення «Лідерів літа».